# Wijkcentrale
Een wijkcentrale of nummercentrale is een centrale locatie waar alle koper- of glasvezelkabels van alle woningen die aangesloten zijn op die wijkcentrale samenkomen. De koperdraden werden in het begin alleen gebruikt voor telefonie (spraak) en later ook voor data (DSL); de glasvezelkabels worden veelal voor zowel televisie, telefoon als data gebruikt.
KPN is eigenaar van alle wijkcentrales in Nederland en concurrenten van KPN zoals bijvoorbeeld T-Mobile Nederland huren ruimte in wijkcentrales om hun diensten aan te bieden, ook bestaat de mogelijkheid dat een concurrent een aansluiting op de apparatuur van KPN huurt. Wijkcentrales werden van oudsher logischerwijs gebouwd in het centrum van een stad of dorp.
De afstand van een locatie (ISRA punt) tot aan de wijkcentrale bepaalt in het geval van koperkabels voor een groot gedeelte de snelheid van een eventueel internetabonnement. Dit komt doordat er veel verlies optreedt op een langer stuk koperdraad, om dit op te vangen in gebieden waar voorlopig nog geen plannen zijn voor glasvezel worden kabelverdelers omgebouwd tot zogenoemde street cabinets, deze nieuwe kabelverdeler krijgt eigen apparatuur en voeding via glasvezel waardoor de koperafstand kleiner wordt en er een hogere snelheid haalbaar is bij de klant. Bij het glasvezelnetwerk van KPN maakt afstand tot de centrale niet meer uit omdat het signaal ongeveer tien kilometer behouden blijft, in de praktijk zal er echter altijd wel een PoP dichterbij staan.
In Nederland zijn ongeveer 1400 wijkcentrales geplaatst, variërend van kleine huisjes tot grote gebouwen. Vanwege de opkomst van digitale VOIP-aansluitingen worden er steeds vaker wijkcentrales ontmanteld en of gesloopt.